# Bahri Oruçi
Bahri Oruçi (Oruči), serb. Бахри Оручи (ur. 9 lutego 1930 w m. Mikushnicë w gminie Srbica, zm. 16 listopada 2011 w Ulcinju) – jugosłowiański (kosowski) działacz komunistyczny, w latach 1978–1980/1 przewodniczący Rady Wykonawczej (premier) Socjalistycznej Prowincji Autonomicznej Kosowo.

## Życiorys
Etniczny Albańczyk. Wstąpił do Związku Komunistów Jugosławii, działał w ramach Związku Komunistów Kosowa. Zajmował różne stanowiska państwowe i partyjne. Został szefem rady pracowniczej kombinatu przemysłowego „Trepça” koło Mitrowicy, sekretarzem konfederacji związków zawodowych w Socjalistycznej Republice Serbii oraz członkiem władz jednolitofrontowej organizacji społecznej Socjalistycznego Sojuszu Ludu Pracującego Jugosławii. W 1969 został sekretarzem komitetu Związku Komunistów Kosowa w Mitrowicy, został członkiem komitetu ZKK w prowincji autonomicznej oraz wszedł w skład jednej z komisji Komitetu Centralnego Związek Komunistów Jugosławii. Był deputowanym Zgromadzenia Jugosławii, federalnego parlamentu tego państwa. Do 1978 dyrektor kombinatu przemysłowego „Trepça”.
Od 5 maja 1978 do maja 1980 lub września 1981 zajmował stanowisko przewodniczącego Rady Wykonawczej (de facto premiera) Socjalistycznej Prowincji Autonomicznej Kosowo. W 1980 uczestniczył w spotkaniu z przybyłą do Kosowa Matką Teresą z Kalkuty.